# Quinto Lollio Urbico
Quinto Lollio Urbico (in latino Quintus Lollius Urbicus; fl. 132-160) è stato un militare e funzionario berbero naturalizzato romano, governatore della Britannia romana tra il 138 e il 144, nei primi anni di regno dell'imperatore Antonino Pio.
Viene citato nella Historia Augusta e il suo nome compare in cinque iscrizioni di epoca romana rinvenute in Gran Bretagna; la sua carriera viene rievocata nel dettaglio in una coppia di iscrizioni rinvenute nella sua città natale, Tiddis, presso Cirta, nella provincia della Numidia (odierna Algeria).

## Biografia

### Origini e primi incarichi
Figlio di Marco Lollio Senecio, proprietario terriero della Numidia, e di sua moglie Grania Onorata, la sua carriera è ricostruibile attraverso un'iscrizione a Tiddis; dopo essere stato tribuno militare presso la Legio XXII Primigenia a Mogontiacum, entrò a far parte del senato romano e servì per un anno come legatus il proconsole dell'Asia. Ottenuto il favore dell'imperatore Adriano, comandò la Legio X Gemina a Vindobona. Per i suoi meriti durante la terza guerra giudaica del 132-135 ottenne numerosi riconoscimenti. Il suo consolato si può collocare nel 135 o nel 136, dopo di che passò a governare la Germania Inferior. Poco dopo la morte di Adriano, fu mandato nella Britannia romana.

### Governatore della Britannia

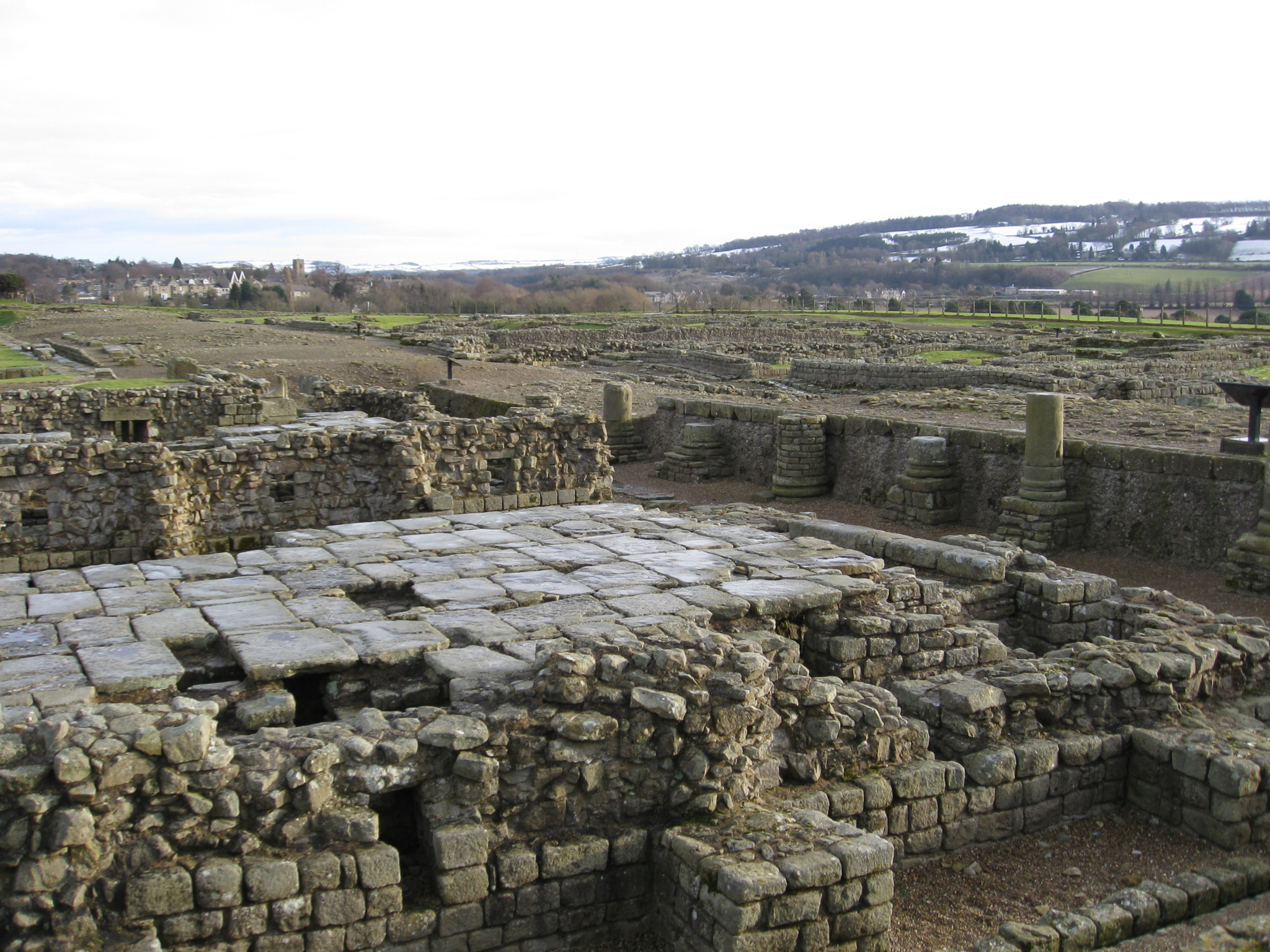
Rovine di Corbridge

Nella Historia Augusta si legge che l'imperatore Antonino Pio "attraverso Quinto Lollio Urbico, un suo legato, vinse i Britanni e costruì un secondo vallo dopo aver ridotto all'obbedienza i barbari". Sembra che, sconfessando la politica di Adriano in Britannia, l'imperatore Antonino Pio abbia inviato Lollio Urbico per riconquistare le Lowlands scozzesi. Tra il 139 e il 140 Urbico ristrutturò il castrum di Coria (attuale Corbridge) in vista della spedizione a nord del Vallo di Adriano, e nel 142 fu coniata una serie di monete celebrative di una vittoria in Britannia: è probabile pertanto che Urbico riuscì a rioccupare la Scozia meridionale nel 141, servendosi delle tre legioni stanziate in prossimità del vallo di Adriano e di un certo numero di unità ausiliarie. Nel 143 sovrintese agli inizi dei lavori del vallo di Antonino; viene esplicitamente menzionato in alcune iscrizioni a Balmuildy. A parte l'accenno sopra citato della Historia Augusta, nessun'altra fonte descrive questa campagna militare, pertanto i tentativi di ricostruzione devono fermarsi al livello di ipotesi.

### Il ritorno a Roma
Urbico fece ritorno a Roma per occupare la prestigiosa carica di praefectus urbi, probabilmente nel 146, dopo la morte di Gaio Setticio Claro. Fu forse il praefectus urbi la cui data di morte viene fissata al 160.
Lo storico Colin Wells, commentando la carriera di Quinto Lollio Urbico, la cita come un esempio della grande mobilità sociale permessa nell'Impero romano di quel periodo, visto che a lui, secondogenito o terzogenito di un proprietario terriero berbero proveniente da una piccola città dell'interno, si era aperta poi una carriera che lo portò dall'Asia alla Giudea, al Danubio, e dal Reno alla Britannia, per arrivare alla fine  a occupare un ruolo di grande potere nella capitale.